# Plastimodelismo

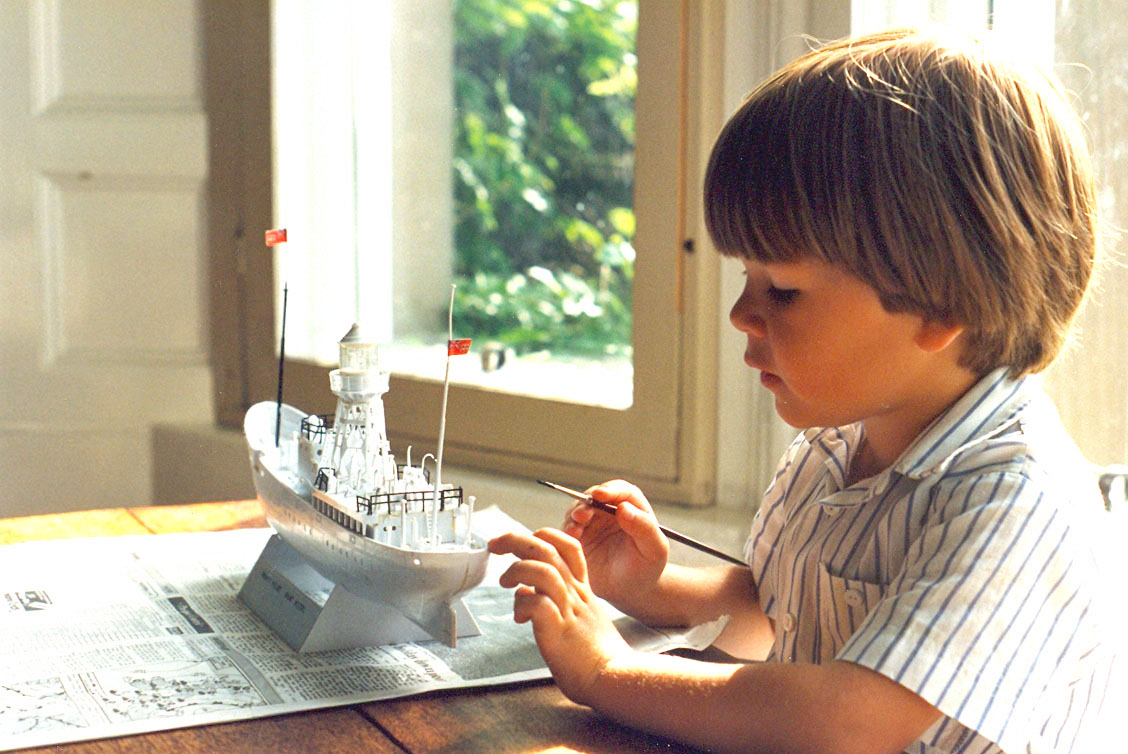
Un niño de cuatro años pintando un modelo plástico del buque faro South Goodwin.

El plastimodelismo, a menudo llamado modelismo a escala, es un pasatiempo que consiste en montar maquetas a escala fabricadas en plástico.

## Modelos
Los tipos de maquetas plásticas más populares son automóviles, aviones, helicópteros, barcos y vehículos de combate blindados como tanques. La mayoría de los modelos representan vehículos militares, dada la amplia variedad de formas y contextos históricos, mucho más variados que en el caso de los vehículos civiles.[cita requerida] Otros temas incluyen vehículos de ciencia ficción, robots, naves espaciales, edificios y figuras humanas.

## Técnicas de ensamblaje

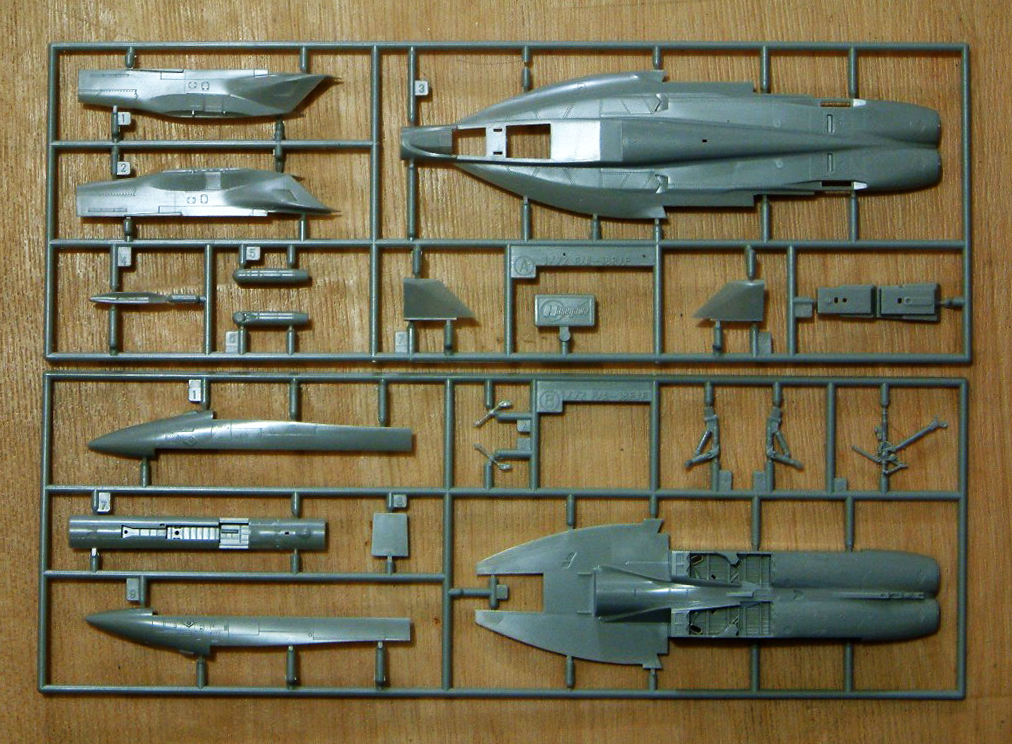
Piezas de un F-18F escala 1/72 de Hasegawa

La mayoría de los modelos plásticos son moldeados por inyección en poliestireno, y las distintas partes se arman empleando un pegamento especial. Partes complejas como las insignias de los aviones, son provistas por el kit como calcomanías. 
Una tendencia reciente ha sido ofrecer modelos donde las partes se unen, sin necesidad de pegamento, y con un esquema de prepintura aplicado a una o todas las partes.
Las maquetas plásticas de barcos de vela proporcionan el hilo en varios grosores y colores para los aparejos.

## Escalas
Casi todos los modelos son diseñados en una escala establecida. Cada temática suele tener una o varias escalas comunes. El objetivo general es permitir que modelo terminado tenga un tamaño razonable, manteniendo la consistencia con otros modelos coleccionables. Las siguientes son las escalas más usadas para los temas más populares:
- Aviones: 1/24, 1/32, 1/48, 1/72, 1/144, con 1/48 y 1/72 siendo las más populares.
- Vehículos militares: 1/24, 1/35, 1/48, 1/72, 1/76, con 1/35 siendo la más popular.
- Coches: 1/12,1/16,1/18,1/20,1/24,1/25,1/32,1/35,1/43.
- Barcos: 1/96, 1/350, 1/450, 1/700.

## Historia
Los primeros modelos plásticos fueron fabricados en los años 1950 por las firmas británicas Frog y Airfix. Fabricantes americanos como Revell y AMT ganaron ascendencia en los años 1960, así como el francés Heller en Europa. Desde los años 1970, firmas japonesas como Hasegawa y Tamiya han dominado este campo y representan el nivel más alto de tecnología. Marcas de Rusia, Europa central, China y Corea también se han hecho prominentes recientemente como Trumpeter. Muchas empresas más pequeñas también han producido modelos plásticos, tanto en el pasado como actualmente.